# ニュースTodayおおいた
『ニュースTodayおおいた』（ニューストゥデイおおいた）は、2010年3月29日から2012年3月30日まで大分県内のNHK総合テレビジョンで放送されていたNHK大分放送局制作のニュース情報番組である。

## 概要
- 『おおいたホットニュース』の後継番組で2010年度開始。

## 主なキャスター
- 黒田信哉（NHKアナウンサー）
- 前川香菜（NHK契約キャスター）

## 放送時間
- 月曜 - 金曜 18:10 - 19:00

| NHK大分放送局 総合テレビ平日18時台のローカルニュース番組 | NHK大分放送局 総合テレビ平日18時台のローカルニュース番組 | NHK大分放送局 総合テレビ平日18時台のローカルニュース番組 |
| 前番組                                                   | 番組名                                                   | 次番組                                                   |
| -------------------------------------------------------- | -------------------------------------------------------- | -------------------------------------------------------- |
| おおいたホットニュース （2007年4月2日 - 2010年3月26日）  | ニュースTodayおおいた （2010年3月29日 - 2012年3月30日）  | しんけんワイド大分 （2012年4月2日 - 2018年3月30日）      |

| スタブアイコン | サブスタブ | この項目は、まだ閲覧者の調べものの参照としては役立たない、テレビ番組に関連した書きかけの項目です。この項目を加筆・訂正などしてくださる協力者を求めています（P:テレビ/PJ:放送または配信の番組）。 |